# 宝塚ブルーグラス・フェスティバル
宝塚ブルーグラス・フェスティバル（たからづかブルーグラス・フェスティバル）は、日本のブルーグラス・フェスティバル。
1972年以来、毎年8月第1土曜日を含む週末に、兵庫県宝塚市のブルーグラス専門通販会社で月刊ブルーグラス専門誌『ムーンシャイナー』の発行で知られるB.O.M.サービスが主催して近郊の山中で開かれる。現在も続いているブルーグラス・フェスティバルとしては、アメリカ合衆国のインディアナ州で1967年以来続くビル・モンロー記念ビーン・ブロッサム・ブルーグラス・フェスティバルに次いで、世界で2番目に歴史が古い。
第一回以来、スポンサーや外部宣伝を行なわず、ブルーグラス専門誌や大学ブルーグラス・サークルやファン、ミュージシャンたち口コミによって広報される。米国で一般的な、アーティストと観客が明確に分かれたブルーグラス・フェスティバルではなく、日本では出演者と観客がともに運営経費を負担するフィドラーズ・コンベンションなどの形態に近いものである。これは日本ではブルーグラス演奏が職業としては成り立たないため、日本のブルーグラス・フェスがアマチュアリズムに立脚せざるを得ないためでもある。
ブルーグラス・フェスティバルとは通常、キャンプなどを含みマルチデイ（2日以上）にわたるブルーグラス音楽を中心とした野外音楽フェスティバルで、メインステージでの演奏とともに個々のキャンプサイトでのジャムなどが重要な要素となっている。ブルーグラスというアコースティック弦楽器によるアンサンブル音楽であるがゆえのアウトドア・フェスティバルとして、日米ともに支持を受けている。